# إغناسيو بايون
إغناسيو بايون ماريني (14 فبراير 1944 - 4 مايو 2024)، هو سياسي إسباني شغل منصب وزير الصناعة والطاقة في الحكومية الاسبانية من مايو 1980 إلى ديسمبر 1982.